# Isuzu Journey
Der Isuzu Journey ist ein Kleinbus von Isuzu und wird als Stadtbus und Reisebus eingesetzt.

## Modelle
Der Isuzu Journey W40 / W41 ist ein Nissan Civilian mit Isuzu-Emblemen.
- Serie BL/BE (1973–1993)
- Serie W40 (1993–1999)
- Serie W41 (seit 1999)

## Isuzu Journey-J
Der Isuzu Journey-J ist ein Hino Liesse mit Isuzu-Emblemen.
- PB-RX6J (2004)
- BDG-RX6J (2007)

### Bilder

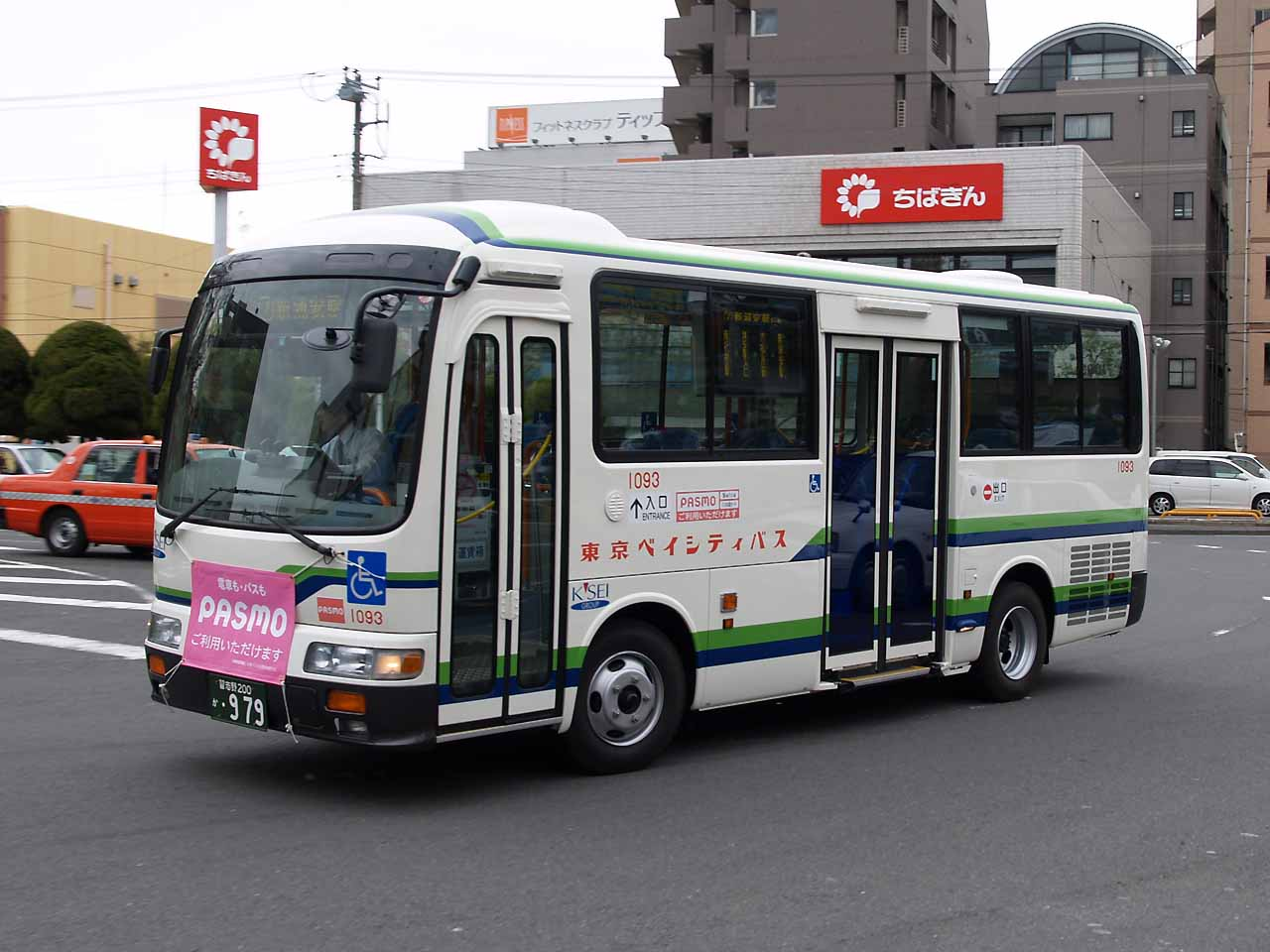
Journey-J BDG-RX6JFBJ